# Convenio TIR
El Convenio TIR (del francés Transit International Routier o Transport International Routier), también conocido como «Régimen TIR» es un acuerdo, para el transporte por carretera, que permite el transporte de mercancías bajo precinto aduanero entre dos países firmantes del acuerdo; el tránsito puede ocurrir a través de países no firmantes. Aunque el primer acuerdo TIR data de 1949; el vigente fue diseñado en 1975 por la Comisión Económica de las Naciones Unidas para Europa (United Nations Economic Commission for Europe, UNECE), basándose en otro previo de 1959.

Placa identificativa de los vehículos que circulan bajo el Convenio TIR.

El Convenio TIR pretende favorecer al máximo el transporte internacional de mercancías por carretera. Los controles y formalidades aduaneras se realizan en la aduana de salida y en la de llegada; las aduanas durante el tránsito sólo comprueban el precinto. Así, se consigue acelerar el tránsito en los puestos fronterizos de las mercancías acogidas a este convenio. Se trata de alcanzar un equilibrio entre las responsabilidades de la autoridad aduanera y las del comercio internacional.
El transporte bajo el Convenio TIR tuvo gran importancia para la exportación española de productos hortofrutícolas al resto de Europa, antes de que España formara parte de la Unión Europea. Al ser productos perecederos se beneficiaban del rápido tránsito en aduanas intermedias hasta su destino final.

## Países adheridos al Convenio TIR

Países adheridos.

El 31 de julio de 2018, 75 países habían suscrito el Convenio TIR (incluyendo los países de la Unión Europea). Desde Europa se ha extendido por el Norte de África y hasta Oriente Medio.
Los últimos en adherirse durante 2018 han sido Catar, Palestina, Arabia Saudita, Argentina y Omán.

## Historia
Después de la Segunda Guerra Mundial, bajo el auspicio de UNECE, se empezó a trabajar en un sistema de tránsito bajo precinto aduanero. El primer «Acuerdo TIR» se alcanzó en 1949; estaba compuesto por unos pocos países europeos. El éxito de esta experiencia promovió la negociación de un «Convenio TIR» que el Comité de Transporte Terrestre de UNECE adoptó en 1959. Este primer Convenio TIR se revisó en 1975 para actualizarlo de acuerdo con la experiencia adquirida, los avances tecnológicos y los cambios tanto en la Aduana como en los medios de transporte. En noviembre de 1975, se estableció el Convenio TIR, para entrar en vigor en 1978.
La experiencia adquirida en los primeros 10-15 años, se utilizó para conseguir un régimen TIR más eficiente, menos complejo y, la mismo tiempo, más seguro para las aduanas. Otra razón para modificar el convenio original fue la aparición en la década de los años 60, del contenedor, que empezó en el transporte marítimo y fue ganando adeptos en el transporte por ferrocarril, combinado (carretera/ferrocarril) y multimodal.
Estas nuevas formas de transporte combinado y multimodal necesitaban que el contenedor fuera reconocido por la aduana como unidad de carga segura. También, el régimen TIR dejó de ser exclusivo de la carretera para ampliarse al ferrocarril, las vías fluviales o, incluso, el transporte marítimo, siempre que una parte del transporte se siguiera realizando por carretera.
Así, el nuevo convenio reemplazó al de 1959. Sin embargo, el primer convenio TIR de 1959 está todavía en vigor por diversas razones; una de ellas es que uno de los países firmantes (Japón) no ha aceptado todavía el Convenio TIR de 1975.
Debido a la expansión comercial hacia el Este de Europa, desde 1989, y al tremendo auge del transporte internacional por carretera, el número de cuadernos TIR emitidos, que eran algo más de un millón en 1992, han alcanzado la cifra de tres millones en 2013. Esto se traduce en prácticamente 10 000 transportes TIR cada día en 59 países y más 50.000  tránsitos por fronteras TIR al día.

## Funcionamiento

Esquema del funcionamiento de un transporte bajo precinto aduanero con el Convenio TIR.

Para poder realizar un transporte bajo régimen TIR, hay que satisfacer las condiciones siguientes:
- una «asociación garante» que asegura que la persona, física o jurídica, que utilizan el régimen TIR pagará la deuda aduanera y fiscal en que incurra el transporte. Las asociaciones garantes están integradas en la IRU (International Road Transport Union), con sede en Ginebra,[5]
- la carga es conforme a las restricciones sobre el tipo de mercancías,
- el vehículo lleva dos «placas TIR», una delantera y otra trasera,[5]
- el transportista o conductor dispone de un «cuaderno TIR», que es el documento de tránsito, aceptado internacionalmente,
- el «cuaderno TIR» va ligado a la carga; así, el titular del cuaderno debe ser el propietario del semirremolque.
- tanto la aduana de origen como la destino deben ser aduanas TIR,
- el destinatario debe ser autorizado TIR.

Así, el Convenio TIR establece la operativa para que durante el transporte entre aduanas de dos países no sea necesaria la inspección en las aduanas de los países intermedios, ni en frontera, permitiendo llegar más rápidamente a los camiones al país de destino. Su utilización es para países de fuera de la Unión Europea, ya dentro de una unión aduanera existe la libre circulación de mercancías.

## Ventajas

### Para las aduanas
- Reduce los requisitos normales de control en fronteras en los procedimientos de tránsito nacional.

- Evita la necesidad (costosa en mano de obra e instalaciones) de una inspección física en los países de tránsito, que se limitará a comprobar los precintos y las condiciones externas del compartimento de carga, así como los documentos que la acompañan.

- Garantiza los deberes e impuestos en riesgo (hasta 60.000€ por tránsito TIR).

- Reduce el riesgo de presentar información errónea a las administraciones aduaneras (la operación de tránsito internacional está cubierta por un solo documento de tránsito armonizado: el cuaderno TIR).

### Para los transportistas
- Permite transportar mercancía a través de fronteras internacionales con un mínimo de interferencia y retraso por parte de las administraciones aduaneras.

- Reduce los tiempos de espera en las fronteras, en particular para transportes bilaterales.

- Permite a los exportadores e importadores seleccionar más fácilmente el tipo de transporte más idóneo para sus necesidades reduciendo los impedimentos del tráfico internacional por carretera causado por los controles aduaneros.

- Permite el uso de documentación simplificada.

- Da acceso a 68 países.

- Evita la necesidad de depositar una garantía que cubra los deberes e impuestos en las fronteras de tránsito.

- Permite a los operadores de transporte pequeños y medianos acceder al mercado global manteniendo su independencia comercial.

## Requisitos
El convenio exige:
1. Que la mercancía vaya en un camión especialmente habilitado y dotado de precinto y al que es imposible acceder sin romper los precintos.
2. Que el transporte se desarrolle entre aduanas especiales Aduanas TIR.
3. Que el transporte esté respaldado por las Asociaciones partícipes en el Convenio.
4. Que la mercancía viaje acompañada de un cuaderno TIR.

### Vehículos TIR
El transporte se realiza en vehículos especiales TIR con «Certificado de Agreement TIR» vigente. Este certificado se obtiene al superar una revisión y es válido durante dos años. Los vehículos se identifican con dos placas con la inscripción TIR, una en la parte delantera del vehículo y otra en la trasera.
La revisión consiste en comprobar:
1. que la caja del vehículo puede precintarse y revisarse fácilmente;
2. que no tiene dobles fondos;
3. que la mercancía sólo puede extraerse rompiendo el precinto;

El Certificado de Agreement TIR lo expide la Dirección General de Aduanas e Impuestos Especiales; este documento declara apto el vehículo para el transporte internacional de mercancías bajo el precinto aduanero en régimen TIR.

### Cuaderno TIR
A. Disposiciones generales
1. Expedición: El cuaderno TIR se expedirá en el país de salida o en el país en el que esté establecido o domiciliado el titular.
2. Idioma: El cuaderno TIR estará impreso en francés, con excepción de la página 1 de la cubierta cuyas rúbricas estarán también impresas en inglés; las normas para la utilización del cuaderno TIR se reproducen también en inglés en la página 3 de dicha cubierta. Podrán además agregarse al cuaderno hojas suplementarias con la traducción del texto impreso a otros idiomas.
3. Validez: El cuaderno TIR será válido hasta la terminación de la operación TIR en la aduana de destino, siempre que haya sido aceptado en la aduana de salida dentro del plazo fijado por la asociación expedidora (rúbrica 1 de la página 1 de la cubierta y rúbrica 4 de los talones)
4. Número de cuadernos: No se establecerá más que un cuaderno TIR para un conjunto de vehículos (vehículos acoplados) o para varios contenedores cargados sobre un solo vehículo o un conjunto de vehículos (véase también el apartado d) del párrafo 10)
5. Número de aduanas de salida y de destino: Los transportes efectuados al amparo de un cuaderno TIR podrán tener varias aduanas de salida y de destino, pero salvo autorización:
a) las aduanas de salida deberán estar situadas en el mismo país;
b) las aduanas de destino no podrán estar situadas en más de dos países;
c) el número total de aduanas de salida y de destino no podrá exceder de cuatro (véase también el apartado e) del párrafo 10).
6. Número de hojas: Si el transporte se efectúa por una sola aduana de salida y una sola aduana de destino, el cuaderno TIR deberá tener por lo menos dos hojas para el país de salida, tres hojas para el país de destino y dos hojas para cada país restante cuyo territorio se atraviese. Por cada aduana de salida o destino suplementaria se necesitarán otras dos, o en su caso tres hojas; si las aduanas de destino están situadas en dos países distintos, habrá que agregar además otras dos hojas.
7. Presentación en las aduanas: El cuaderno TIR será presentado, juntamente con el vehículo de transporte por carretera, el conjunto de vehículos, el contenedor o los contenedores, en cada una de las aduanas de salida, de tránsito y de destino. En la última aduana de salida, el funcionario competente firmará y pondrá sello de la aduana con la fecha del día al pie del manifiesto de todos los talones que hayan de utilizarse para la continuación del transporte.
B. Manera de llenar el cuaderno TIR
8. Raspaduras y enmiendas: En el cuaderno TIR no podrán hacerse raspaduras ni enmiendas. Toda rectificación deberá efectuarse tachando las indicaciones erróneas y agregando, en su caso, las que procedan. Toda modificación deberá ser aprobada por su autor y refrendada por las autoridades aduaneras.
9. Indicación relativa a la matrícula: Cuando las disposiciones nacionales no prevean la matrícula de los remolques y semirremolques, se indicará, en lugar del número de matrícula, el número de identificación o de fabricación.
10. Manifiesto de carga:
a) El manifiesto se llenará en el idioma del país de salida, a menos que las autoridades aduaneras autoricen el uso de otro idioma. Las autoridades aduaneras de los demás países cuyo territorio se atraviese se reservan el derecho de exigir una traducción en su idioma. A fin de evitar las demoras a que puede dar lugar esa exigencia, se aconseja al transportista que se provea de las traducciones necesarias.
b) Las indicaciones que figuren en el manifiesto deberán estar escritas a máquina o en multicopista de manera que sean claramente legibles en todas las hojas. Las hojas ilegibles serán rechazadas por las autoridades aduaneras.
c) Cuando no haya espacio suficiente para consignar en el manifiesto todas las mercancías transportadas, podrán añadirse a los talones hojas anexas, del mismo modelo que el manifiesto o documentos comerciales en los que figuren todas las indicaciones del manifiesto. En este caso, en todos los talones deberán figurar las indicaciones siguientes:
i) número de las hojas anexas (rúbrica 10)
ii) número y naturaleza de los bultos u objetos, así como peso bruto total de las mercancías enumeradas en esas hojas anexas (rúbricas 11 a 13).
d) Cuando el cuaderno TIR se refiera a un conjunto de vehículos o a varios contenedores, se indicará separadamente en el manifiesto el contenido de cada vehículo o contenedor. Esa indicación deberá ir precedida del número de matrícula del vehículo o del número de identificación del contenedor (rúbrica 11 del manifiesto).
e) Del mismo modo, si hubiere varias aduanas de salida o de destino, las anotaciones relativas a las mercancías que cada aduana haya aceptado o tenido destinadas, estarán claramente separadas unas de otras en el manifiesto.
11. Listas de embalajes, fotografías, dibujos, etc.: Cuando, para la identificación de las mercancías pesadas o voluminosas, las autoridades aduaneras exijan que acompañen al cuaderno TIR documentos de esa naturaleza, dichos documentos serán visados por las autoridades aduaneras y fijados a la página 2 de la cubierta del cuaderno. Además, se hará mención a esos documentos en la rúbrica 10 de todos los talones.
12. Firma: Todos los talones (rúbricas 16 y 17) estarán fechados y firmados por el titular del cuaderno TIR o por su representante.
C. Incidentes o Accidentes
13. En el caso de que, fortuitamente, en el curso del trayecto se rompa un precinto aduanero o se echen a perder o resulten dañadas mercancías, el transportista se dirigirá inmediatamente a las autoridades aduaneras que haya en las cercanías o, en su defecto, a otras autoridades competentes del país en que se encuentre. Dichas autoridades extenderán en el plazo más breve posible el acta de comprobación que figura en el cuaderno TIR.
14. En caso de accidente que requiera el transbordo a otro vehículo o a otro contenedor, ese transbordo no podrá efectuarse más que en presencia de una de las autoridades a que se refiere el párrafo 3. Tal autoridad extenderá el acta correspondiente. A menos que el cuaderno ostente la mención «mercancías pesadas o voluminosas», el vehículo o contenedor sustitutivo deberá estar aprobado para el transporte de mercancías bajo precinto aduanero.
Además será precintado y el precinto utilizado se describirá en el acta de comprobación. No obstante, en caso de no disponerse de ningún vehículo o contenedor aprobado, el transbordo podrá efectuarse a un vehículo o contenedor no aprobado, siempre que ofrezca garantías suficientes. En este último caso, las autoridades aduaneras de los países siguientes apreciaran si también ellas pueden permitir la continuación en ese vehículo o contenedor del transporte efectuado al amparo del cuaderno TIR.
15. En caso de peligro inminente que exija la descarga inmediata, parcial o total, el transportista podrá adoptar por su propia iniciativa las medidas oportunas sin solicitar ni esperar la intervención de las autoridades a que se refiere el párrafo 13. Tendrá entonces que demostrar que ha tenido que actuar así para proteger el vehículo o contenedor o su cargamento, y tan pronto como haya adoptado las medidas preventivas de primera urgencia, advertirá a una de las autoridades a que se hace referencia en el párrafo 13 para que comprueben los hechos, verifiquen la carga, precinten el vehículo o contenedor y extiendan el acta de comprobación. 
16. El acta de comprobación permanecerá unida al cuaderno TIR hasta la aduana de destino.
17. Se recomienda a las asociaciones garantes que faciliten a los transportistas, además del modelo inserto en el propio cuaderno TIR, cierto número de formularios del acta de comprobación redactados en el idioma o los idiomas de los países que se hayan de atravesar.